# The Golden Archipelago
The Golden Archipelago is het zesde studioalbum van de Amerikaanse indie rockband Shearwater. Het zal worden uitgebracht op 15 februari 2010. Elk nummer op dit album gaat over een eiland. "Black Eyes" gaat bijvoorbeeld over de onder water gelopen Micronesische stad Nan Modal.

## Tracklist
| 1.                 | Meridian           | 3:37 |
| 2.                 | Black Eyes         | 3:40 |
| 3.                 | Landscape at Speed | 4:33 |
| 4.                 | Hidden Lakes       | 3:47 |
| 5.                 | Corridors          | 2:46 |
| 6.                 | God Made Me        | 4:23 |
| 7.                 | Runners of the Sun | 2:53 |
| 8.                 | Castaways          | 3:16 |
| 9.                 | An Insular Life    | 3:09 |
| 10.                | Uniforms           | 3:49 |
| 11.                | Missing Islands    | 2:18 |
| Totale duur: 38:11 |                    |      |

## Hitnotering
| "The Golden Archipelago" in de Nederlandse Album Top 100 - binnen: 20-02-2010 | "The Golden Archipelago" in de Nederlandse Album Top 100 - binnen: 20-02-2010 | "The Golden Archipelago" in de Nederlandse Album Top 100 - binnen: 20-02-2010 |
| Week                                                                          | 01                                                                            |                                                                               |
| ----------------------------------------------------------------------------- | ----------------------------------------------------------------------------- | ----------------------------------------------------------------------------- |
| Nummer                                                                        | 98                                                                            | uit                                                                           |